# Littera Florentina
Littera Florentina är ett pergamentmanuskript som antas vara den bevarade avskrift av den del av kejsar Junstinianus lagsamling Corpus juris civilis (promulgerad 530-533) som kallas Digesta eller Pandectae som ligger närmast originalet i tiden. 
Denna codex, som består av 907 ark, är skriven i den bysantinska uncialskrift från Ravenna som visserligen härstammade från Konstantinopel men som också hittats i juridiska och skönlitterära texter från biblioteket i Alexandria och Palestina. Genom noggranna undersökningar har man kunnat daterat manuskriptet till mellan 533 och 557 vilket gör det till ett i princip samtida dokument till originalet som nästan kan tolkas som en officiell källa.
Noter i marginalerna antyder att verket befunnit sig i Amalfi på 500-talet - som då utgjorde en del av det bysantinska exarkatet Ravenna - och att det fördes till Pisa under 1100-talet för att därifrån föras som krigsbyte till Florens efter kriget 1406.
I Florens blev manuskriptet ett av stadens högst värderade ägodelar som bara uppvisades för höga dignitärer men gjordes mycket svårtillgängligt för vetenskapliga analyser. Idag finns dock flera faksimilutgåvor att tillgå. Manuskriptet stora värde ligger i dessa unika vittnesbörd av Justinianus lagsamling som finns i många medeltida avskrifter med ofta mycket alternerat innehåll. Dess plötsliga uppdykande i slutet av 1000-talet eller början av 1100-talet är omdiskuterat bland historiker.